# Valtatie 2 (Finland)
De Valtatie 2 is een primaire hoofdweg in Finland met een lengte van circa 227 kilometer. De weg verbindt de stad Vihti met de stad Pori